# جسر الخالدين (فلم)
جسر الخالدين هو فيلم مصري تم إنتاجه عام 1960.

## ملخص الفيلم ( قنديل أم هاشم )
فيلم اجتماعي، يتناول معاناة فتاة ضريرة من خلال الحياة اليومية لها، وما تلاقيه من صعاب نتيجة فقدانها البصر. يوضّح العمل فكرة أن غياب حاسة مهمة من الحواس لا يعني نهاية العالم، بل يجب النهوض والاعتماد على الذات.

## فريق العمل

### تمثيل
| - سميرة أحمد: إخلاص الفتاة الضريرة - شكري سرحان: ثروة - ليلى فوزي: ثريا | - سميحة أيوب: لؤلوة - عماد حمدي: عبد الحليم - نبيل الألفي | - شفيق نور الدين - محمد أباظة - علي كامل | - صالحة المهدي - راوية |

### إداريون
| - أندريه رايدر: موسيقى تصويرية - بليغ حمدي : تلحين - رؤوف ذهني : تلحين - عزت الجاهلي : الألحان - راوية : غناء - نيفيو أورفانللي : مهندس الصوت - عباس مبروك : مساعد الصوت - مصطفى العشري : مساعد الصوت - عبد القادر علي : تسجيل الدوبلاج | - سعيد الشيخ : مونتير - رشيدة عبد السلام : مونتير بوزتيف - زكي منسي : مساعد مونتير - مارسيل صالح : نيجاتيف - عبد المنعم شكري : مهندس الديكور - نجيب خوري : منسق مناظر - ستوديوهات جلال : المناظر الداخلية الطبع والتحميض - محمود إسماعيل : قصة وسيناريو وحوار ومخرج | - إبراهيم السيد : مخرج مساعد - حسن إبراهيم : مساعد مخرج ثان - عبدالفتاح منسي : منتج - لويس توفيق : مساعد منتج - عز الدين الترجمان : مدير الإنتاج - محمود فهمي : مصور - محمود بكر : مساعد مصور - عبدالعزيز فهمي : مدير التصوير | - سيد عوض : ماكيير - إبراهيم عبدالفتاح : مساعد ماكيير - حسني البناني : رسم اللوحات - الخضري : خطوط - والي السيد : ريجيسير - السيد حلمي : مدير الدعاية - شركة مصر الفوتوغرافية : مصور فوتوغرافيا - أفلام النور : التوزيع لجميع أنحاء العالم |